# くちづけ (1955年の映画)
『くちづけ』は、1955年9月21日に公開された日本映画。製作、配給は東宝。モノクロ、スタンダード。「くちづけ」「霧の中の少女」「女同士」の3話構成になっている。

## キャスト
各話の出演者は日本映画データベースに従った。

### くちづけ
- 夏目くみ子：青山京子[4]
- 河原健二：太刀川洋一[4]
- 伯父：十朱久雄[4]
- 義姉倫子：杉葉子[4]
- 母：滝花久子[4]
- 長谷川教授：笠智衆[4]
- 宏（倫子の息子）：日吉としやす[2]

### 霧の中の少女
- 金井由子：司葉子[4]
- 妹妙子：中原ひとみ[4]
- 弟信次：伊東隆[4]
- 祖母八十子：飯田蝶子[4]
- 父半造：藤原釜足[4]
- 母テツ子：清川虹子[4]
- 上村英吉：小泉博[4]
- 中島春雄[1]

### 女同士
- 金田有三：上原謙[4]
- 金田朋子：高峰秀子[4]
- 竹谷キヨ子：中村メイ子[4]
- 八百屋の清吉：小林桂樹[2]
- 哲夫（朋子の兄）：伊豆肇[2]
- 母：長岡輝子[4]
- 患者：堺左千夫[4]
- 新任の看護婦：八千草薫(ノンクレジット)

## スタッフ
- 原作：石坂洋次郎[2]『霧の中の少女』
- 脚本：松山善三[2]
- 音楽：斎藤一郎[2]
- 撮影：山崎一雄[2]
- 美術：中古智[2]
- 録音：下永尚[2]
- 照明：大沼正喜[2]
- 編集：平一二[2]
- チーフ助監督：梶田興治[2]
- 製作：藤本真澄、成瀬巳喜男[1]
- 監督：筧正典（第1話）[3]、鈴木英夫（第2話）[3]、成瀬巳喜男（第3話）[3]